# Queen of the Sea-togulykken 2004
Queen of the Sea-togulykken var en togulykke, der skete på Sri Lanka den 26. december 2004 som et resultat af tsunamien, der opstod efter Jordskælvet i Det Indiske Ocean 2004. Den første tsunami, der ramte toget, gjorde ikke noget ved toget, men den anden væltede toget og rullede det rundt. Mellem 1.700 og 2.000 personer omkom, og ulykken er dermed den værste jernbaneulykke nogensinde.
6°10′08″N 80°05′27″Ø / 6.16889°N 80.09083°Ø